# Sophronica abyssinica
Sophronica abyssinica là một loài bọ cánh cứng trong họ Cerambycidae.